# Premiership Rugby 2021-22
La Liga de Inglaterra de Rugby 2021-22, más conocido como Gallagher Premiership 2021-22 (por el nombre de su actual patrocinador), fue la 35.ª edición de la Liga Inglesa de Rugby.
El campeón del torneo fue Leicester Tigers luego de vencer en la final a Saracens por un marcador de 15 a 12.

## Sistema de disputa
Los equipos se enfrentaron todos contra todos en condición de local y de visitante, totalizando 24 partidos en la fase regular, además cada equipo tuvo dos fechas libres.
Finalizada la fase regular los cuatro primeros clasificados disputaron la postemporada, consistente en partidos de semifinales y final.
- 4 puntos por una victoria.
- 2 puntos por un empate.
- 1 punto de bonus por perder por 7 puntos o menos.
- 1 punto de bonus por marcar 4 tries o más en un partido.
- 0 puntos por una derrota.

## Equipos participantes
| Equipo             | Entrenador        | Capitán                                             | Estadio                         | Capacidad | Ciudad                   |
| ------------------ | ----------------- | --------------------------------------------------- | ------------------------------- | --------- | ------------------------ |
| Bath               | Stuart Hooper     | Charlie Ewels                                       | The Recreation Ground           | 14,509    | Bath                     |
| Bristol Bears      | Pat Lam           | Steve Luatua                                        | Ashton Gate                     | 27,000    | Bristol                  |
| Exeter Chiefs      | Rob Baxter        | Jack Yeandle Joe Simmonds                           | Sandy Park                      | 13,593    | Exeter                   |
| Gloucester         | George Skivington | Lewis Ludlow                                        | Kingsholm Stadium               | 16,115    | Gloucester               |
| Harlequins         | Billy Millard     | Stephan Lewies                                      | Twickenham Stoop                | 14,800    | Twickenham, Gran Londres |
| Leicester Tigers   | Steve Borthwick   | Tom Youngs                                          | Mattioli Woods Welford Road     | 25,849    | Leicester                |
| London Irish       | Declan Kidney     | Blair Cowan Paddy Jackson Nick Phipps Matt Rogerson | Brentford Community Stadium     | 17,250    | Brentford, Gran Londres  |
| Newcastle Falcons  | Dean Richards     | Mark Wilson                                         | Kingston Park                   | 10,200    | Newcastle upon Tyne      |
| Northampton Saints | Chris Boyd        | Lewis Ludlam Alex Waller                            | Franklin's Gardens              | 15,200    | Northampton              |
| Sale Sharks        | Alex Sanderson    | Jono Ross                                           | AJ Bell Stadium                 | 12,000    | Salford                  |
| Saracens           | Mark McCall       | Owen Farrell                                        | StoneX Stadium                  | 8,500     | Hendon                   |
| Wasps              | Lee Blackett      | Joe Launchbury                                      | Coventry Building Society Arena | 32,609    | Coventry                 |
| Worcester Warriors | Alan Solomons     | Ted Hill                                            | Sixways Stadium                 | 11,499    | Worcester                |

## Tabla de posiciones
| Pos. | Equipo             | Encuentros | Encuentros | Encuentros | Encuentros | Tantos | Tantos | Tantos | PB | PB | Puntos |
| Pos. | Equipo             | PJ         | PG         | PE         | PP         | F      | C      | Dif    | BO | BD | Puntos |
| ---- | ------------------ | ---------- | ---------- | ---------- | ---------- | ------ | ------ | ------ | -- | -- | ------ |
| 1.º  | Leicester Tigers   | 24         | 20         | 0          | 4          | 726    | 452    | +274   | 11 | 3  | 94     |
| 2.º  | Saracens           | 24         | 17         | 1          | 6          | 769    | 509    | +260   | 12 | 5  | 87     |
| 3.º  | Harlequins         | 24         | 15         | 0          | 9          | 647    | 554    | +93    | 14 | 6  | 80     |
| 4.º  | Northampton Saints | 24         | 14         | 0          | 10         | 764    | 639    | +125   | 14 | 5  | 75     |
| 5.º  | Gloucester         | 24         | 13         | 1          | 10         | 685    | 525    | +160   | 12 | 7  | 73     |
| 6.º  | Sale Sharks        | 24         | 12         | 3          | 9          | 559    | 495    | +64    | 11 | 3  | 70     |
| 7.º  | Exeter Chiefs      | 24         | 13         | 0          | 11         | 584    | 534    | +50    | 9  | 8  | 69     |
| 8.º  | London Irish       | 24         | 9          | 5          | 10         | 660    | 666    | –6     | 14 | 3  | 63     |
| 9.º  | Wasps              | 24         | 11         | 1          | 12         | 614    | 600    | +14    | 8  | 6  | 60     |
| 10.º | Bristol Bears      | 24         | 8          | 0          | 16         | 573    | 718    | –145   | 11 | 5  | 48     |
| 11.º | Worcester Warriors | 24         | 6          | 1          | 17         | 451    | 814    | –363   | 7  | 2  | 35     |
| 12.º | Newcastle Falcons  | 24         | 6          | 1          | 17         | 436    | 660    | –224   | 4  | 4  | 34     |
| 13.º | Bath               | 24         | 5          | 1          | 18         | 461    | 763    | –302   | 4  | 6  | 34     |

Pts = Puntos totales; PJ = Partidos Jugados; G = Partidos Ganados; E = Partidos Empatados; P = Partidos Perdidos; PF = Puntos a favor; PC = Puntos en contra; Dif = Diferencia de puntos; PBO = Bonus ofensivos; PBD = Bonus defensivos
|  | Clasificados para semifinales y promovidos para la European Rugby Champions Cup 2022/23. |
|  | Clasificados para la European Rugby Champions Cup 2022/23.                               |
|  | Clasificados para la European Rugby Challenge Cup 2022/23.                               |

## Fase final

### Semifinal
| 11 de junio de 2022 | Leicester Tigers | 27 - 14 | Northampton Saints | Welford Road Stadium, Leicester |  |

| 11 de junio de 2022 | Saracens | 34 - 17 | Harlequins | Barnet Copthall, Londres |  |

### Final
| 18 de junio de 2022 | Leicester Tigers | 15 - 12 | Saracens | Twickenham Stadium, Londres |  |

| Bandera de Inglaterra    |
| Campeón Leicester Tigers |
| Décimo primer título     |